# Dirk Heidolf
Pas d'image ? Cliquez ici
Dirk Heidolf (né le 14 septembre 1976 à Chemnitz) est un pilote allemand de vitesse moto. Il a principalement couru dans la catégorie 250 cm3.